# Rowland V. Lee
Rowland Vance Lee (6 de septiembre de 1891 – 21 de diciembre de 1975) fue un director, guionista, productor y actor cinematográfico de nacionalidad estadounidense.

## Biografía
Nacido en Findlay (Ohio), sus padres eran comediantes. Cursó estudios en la Universidad de Columbia y debutó en la interpretación siendo niño, llegando a actuar de manera notable en los locales del circuito de Broadway. Sin embargo, interrumpió durante un tiempo su carrera para trabajar como corredor en Wall Street.
Tras dos años combatiendo en Francia durante la Primera Guerra Mundial, volvió a la escena buscando fortuna en Hollywood, donde fue contratado por Thomas H. Ince para trabajar como actor en 1915, y como director a partir de 1920.
En los años del cine mudo Lee tuvo la oportunidad de dirigir a algunas de las grandes estrellas en producciones de prestigio: a Florence Vidor y Bessie Love en dos adaptaciones de Booth Tarkington; a George O'Brien en una adaptación de Joseph Conrad; a George Bancroft, a la rusa Olga Baclanova, o la francesa Renée Adorée, entre otras. Junto a Ernst Lubitsch, Dimitri Buchowetzki y Mauritz Stiller, Lee fue uno de los directores favoritos de Pola Negri, dirigiendo a la actriz en cuatro filmes.
A lo largo de toda su carrera Lee fue considerado como un cineasta de inspiración europea, tanto en su faceta británica (Tower of London) como en la centroeuropea. Dentro de esta última rodó su obra maestra Zoo In Budapest (1933), que ofreció a Loretta Young una de sus más bellas actuaciones. Director de actrices, Lee dirigió a Fay Wray en su debut, y a actrices confirmadas como Constance Bennett y Mary Astor. También dirigió a un joven Gary Cooper en tres ocasiones (Doomsday con Florence Vidor y The First Kiss con Wray en 1928, A Man of Wyoming en 1930), a Ida Lupino en 1936, a Cary Grant en 1937, y a Douglas Fairbanks, Jr.
En 1935 adquirió un terreno de 214 acres en el Valle de San Fernando, y al que bautizó como Farm Lake Ranch, pero que ha permanecido bajo el nombre de Rowland V. Lee Ranch. Ese terreno sirvió para el rodaje de numerosas películas gracias a su entorno natural, destacando de entre ellas I've Always Loved You (1946), At Sword's Point (1952), Friendly Persuasion (1956), Strangers on a Train (1951) y La noche del cazador (1955).
Entre los numerosos géneros que dirigió (comedia policíaca, cine bélico, drama sentimental, comedia musical - I Am Suzanne, con Lilian Harvey en 1933 - o western), sus filmes de horror de bajo presupuesto destacan de modo particular gracias a su sombría atmósfera (Son of Frankenstein, tercera cinta de la serie rodada por Universal Pictures, con Boris Karloff, Bela Lugosi y Basil Rathbone, tuvo un gran éxito), pero también lo hacen sus películas de suspense (desde Agatha Christie a Sax Rohmer) o de aventuras históricas (El conde de Montecristo en 1934 con un joven Robert Donat ; The Son of Monte Cristo en 1940 con Louis Hayward, Joan Bennett y George Sanders, otro británico; Cardinal Richelieu, con George Arliss). Su último film, Captain Kidd (1945, con Charles Laughton, Randolph Scott, John Carradine y Gilbert Roland) tenía un gran potencial, aunque lastrado por su bajo presupuesto, al igual que había ocurrido con The Three Musketeers en 1935. 
Lee fue también productor. Tras retirarse en 1945, volvió en 1959 para trabajar en el péplum The Big Fisherman, último film dirigido por Frank Borzage.
Rowland V. Lee falleció a causa de un ataque cardiaco en Palm Desert, California, en 1975. Por su actividad cinematográfica se le concedió una estrella en el Paseo de la Fama de Hollywood, en el 6313 de Hollywood Boulevard.

## Selección de su filmografía

### Director
- 1921 : The Sea Lion
- 1923 : Gentle Julia
- 1925 : Havoc
- 1928 : Doomsday, con Gary Cooper
- 1928 : Three Sinners
- 1929 : The Mysterious Dr. Fu Manchu
- 1930 : Paramount on Parade, film de sketches
- 1930 : The Return of Dr. Fu Manchu
- 1931 : The Guilty Generation
- 1932 : That Night in London
- 1933 : Zoo in Budapest
- 1934 : El conde de Montecristo
- 1935 : Cardinal Richelieu
- 1935 : The Three Musketeers
- 1936 : One Rainy Afternoon
- 1937 : The Toast of New York
- 1938 : Service de Luxe
- 1939 : Tower of London
- 1939 : Son of Frankenstein
- 1940 : The Son of Monte Cristo
- 1944 : El puente de San Luis Rey, con Alla Nazimova
- 1945 : Captain Kidd

### Productor
- 1928 : Doomsday
- 1939 : Tower of London

### Actor
- 1917 : Polly Ann
- 1920 : His Own Law